# Vimmerby stad
Denna artikel handlar om den tidigare kommunen Vimmerby stad. För orten se Vimmerby, för dagens kommun, se Vimmerby kommun.
Vimmerby stad var en stad och kommun i Kalmar län. 

## Administrativ historik
Vimmerby omnämns som stad 1350.
År 1532 drog Gustav Vasa in stadsrättigheterna som ett led i hans kamp mot Hansan, i vilken han prioriterade sjöstäderna. Karl IX återgav stadsrättigheter till Vimmerby den 14 januari 1604. I samband med detta fick staden lämna från sig rätten att bedriva seglation från Figeholm. Denna rättighet överfördes till Kalmar och Västervik. I gengäld fick Vimmerby utökade rättigheter som marknadsplats. 1689 bekräftades stadens rätt att bedriva oxhandel på hela Småland
Staden blev en egen kommun, enligt Förordning om kommunalstyrelse i stad (SFS 1862:14) den 1 januari 1863, då Sveriges kommunsystem infördes. Staden ombildades 1971 till Vimmerby kommun.
Den 1 januari 1947 (enligt beslut den 22 februari 1946) överfördes till staden och Vimmerby stadsförsamling från Vimmerby landskommun och Vimmerby landsförsamling fastigheten Näs 2:1 samt delar av fastigheterna Näs 1:1 och 1:2, omfattande en areal av 1,20 km², varav 1,19 km² land, och med 42 invånare. Samma datum överfördes i motsatt riktning - från staden till Vimmerby landskommun - vissa områden, omfattande en areal av 1,96 km², varav 1,90 km² land, och med 9 invånare.
Den 1 januari 1959 överfördes från Sevede landskommun och Vimmerby landsförsamling till staden och Vimmerby stadsförsamling ett område med 41 invånare och omfattande en areal av 0,62 km², varav 0,57 km² land.
Den 1 januari 1971 ombildades staden till Vimmerby kommun.

### Judiciell tillhörighet
Staden hade fram till den 1 januari 1948 en egen jurisdiktion och rådhusrätt för att därefter (enligt beslut den 18 juli 1947) ingå i Sevede och Tunaläns domsaga med dess häradsrätt.

### Kyrklig tillhörighet
I kyrkligt hänseende hörde staden till Vimmerby stadsförsamling. Denna församling sammanslogs den 1 januari 1965 med Vimmerby landsförsamling för att bilda Vimmerby församling, som därefter var delad mellan staden och Sevede landskommun.

### Sockenkod
För registrerade fornfynd med mera så återfinns staden inom ett område definierat av sockenkod 0880 som motsvarar den omfattning Vimmerby socken och staden hade kring 1950.

## Stadsvapnet
Blasonering: I fält av silver en grön ek med en i dess topp sittande röd ekorre samt Carl IX:s monogram, desslikes rött, fördelat på båda sidor om ekens stam.
Den medeltida staden förlorade sina stadsprivilegier i början av 1500-talet, men tilldelades nya av kung Karl IX. Då skapades ett sigill, ur vilket vapnet utvecklats. Kungl. Maj:t fastställde vapnet år 1945. Det registrerades i PRV 1974.

## Geografi
Vimmerby stad omfattade den 1 januari 1952 en areal av 24,61 km², varav 24,03 km² land.

### Tätorter i staden 1960
I Vimmerby stad fanns tätorten Vimmerby, som hade 6 013 invånare den 1 november 1960. Tätortsgraden i staden var då 93,5 procent.

## Politik

### Mandatfördelning i valen 1919–1966
| 4 | 8 | 13 |

| 24 |

| 3 | 8 | 14 |

| 24 |

| 3 | 11 | 11 |

| 24 |

| 4 | 9 | 12 |

| 24 |

| 5 | 6 | 14 |

| 24 |

| 6 | 6 | 13 |

| 24 |

| 12 | 4 | 9 |

| 24 |

| 11 |  | 3 | 10 |

| 24 |

| 13 | 2 | 3 | 7 |

| 24 |

| 12 |  | 6 | 6 |

| 24 |

| 13 |  | 5 | 6 |

| 23 |

| 11 | 4 | 3 | 7 |

| 23 |

| 12 | 5 | 3 | 5 |

| 22 |

| 11 |  | 6 | 2 | 5 |

| 22 |